# Aerodinamika

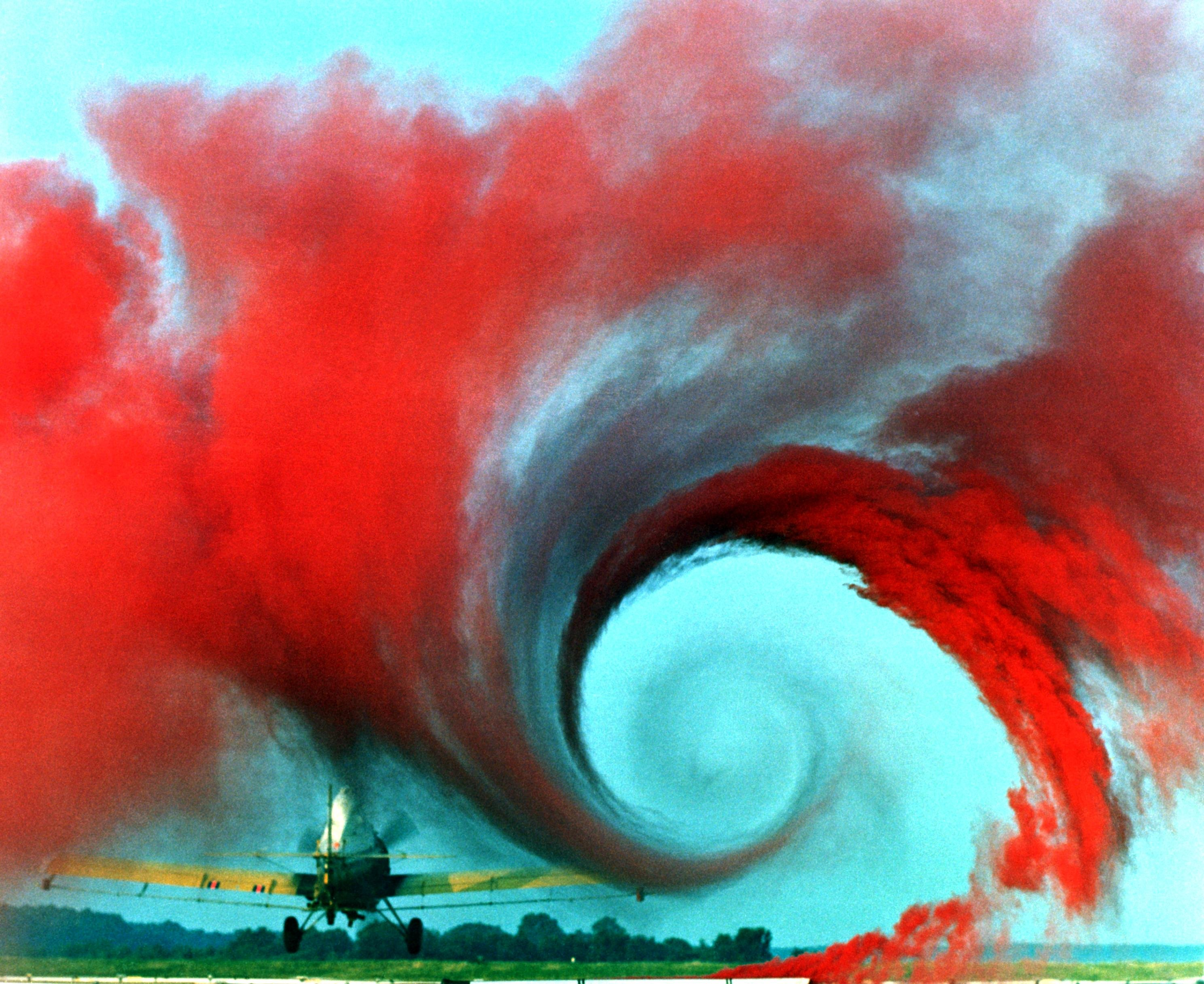
Mezőgazdasági repülőgép keltette örvény

Az aerodinamika a hidrodinamika része, az áramló levegő, illetve más gázok törvényszerűségeit, az áramló gázban lévő test felületén ébredő erők keletkezését, változásait tanulmányozó tudomány. Lényegében csak a hangsebességnél kisebb sebességű áramlásokkal foglalkozik.  A nagyobb sebességgel áramló levegőben a törvényszerűségek lényegesen különböznek az aerodinamika keretében tapasztaltaktól, azokat a szuperaerodinamika és a hiperaerodinamika, illetve a gázdinamika vizsgálja. 
Az aerodinamika a repüléstan (aeronautika) egyik legfontosabb tudományága. Az aerodinamika fő feladata a légi eszköz tervezésének segítése a légi eszközre, illetve annak elemeire ható áramlástani erők, nyomatékok meghatározásával.  A légi eszköz tervezésekor annak repülési jellemzőit, tulajdonságait (aerodinamikai terhelését, legnagyobb utazósebességét, csúcsmagasságát, fel- és leszállási jellemzőit, statikai kiegyensúlyozottságát, stabilitását stb.) az ún. aerodinamikai számítás keretében határozzák meg.
1804-ben George Cayley alapozta meg a levegőnél nehezebb testek repülésével foglalkozó kísérleteivel az aerodinamika elméletét, ő alkalmazta először a szárnyak V állását, mely nagyobb stabilitást biztosít. Az aerodinamika szerves részét képezi a korszerű járművek gyártásának.

## Híres mérnökök, akik aeronautikával, aerodinamikával foglalkoztak
- Kármán Tódor, az aerodinamika egyik leghíresebb művelője, a rakétatechnika atyja
- Petróczy István, a repülő- és helikopterépítés úttörője
- Zurovetz Vilmos, a budapesti Műegyetemen aerodinamikát oktatott, Petróczy és Kármán közreműködésével megépítették a világ első katonai helikopterét, mely készítői nevének kezdőbetűiből a PKZ nevet kapta.
- Járay Pál (Paul Jaray)